# Chambaţān-e Pā'īn
Chambaţān-e Pā'īn (persiska: چمبطان پائین, Chambaţān-e Soflá) är en ort i Iran.   Den ligger i provinsen Kermanshah, i den nordvästra delen av landet, 400 km väster om huvudstaden Teheran. Chambaţān-e Pā'īn ligger 1 280 meter över havet och antalet invånare är 439.
Terrängen runt Chambaţān-e Pā'īn är varierad. Runt Chambaţān-e Pā'īn är det ganska tätbefolkat, med 124 invånare per kvadratkilometer. Närmaste större samhälle är Harsīn, 17,2 km sydost om Chambaţān-e Pā'īn. Trakten runt Chambaţān-e Pā'īn består till största delen av jordbruksmark.